# 봉송정
봉송정(鳳松亭)은 경상북도 안동시 서후면 성곡리에 있다. 2009년 1월 21일 안동시의 문화유산 제18호로 지정되었다.

## 지정 사유
안동시 서후면 성곡리 697번지(독실마을)에 위치한 봉송정(鳳松亭)은 영해박씨 문중소유로 고려가 망하자 벼슬을 던지고 독실 마을에 숨어 어조(漁鳥)를 벗 삼아 울화를 달래면서 여생을 보낸 박구(朴球)(1357~1396, 자 경옥(景玉), 호 돈옹(遯翁))를 기리기 위해 건립한 건물이다.
지금의 건물은 영해에 있던 건물을 1916년에 옮겨 온 것을 지난해 보수했으며 건립연대는 알 수 없다. 봉송정의 뜻은 계중지봉 임중지송(鷄中之鳳 林中之松)에서 따온 것이다.
서후면 성곡리 독실마을의 가운데에 자리 잡고 있다. 구릉지를 편평하게 정지하여 건물을 남향으로 앉히고 주위에는 블록담장을 쌓고 마당 우측부에는 대문채를 두었다.
박구는 운봉현감(雲峯縣監) 겸 권농병마훈련판관(勸濃兵馬訓練判官)으로 고려가 망하자 관직을 버리고 안동 지실촌으로 왔다.
봉송정(鳳松亭)은 건물의 구조양식은 특징이 없지만 20세기 초반의 전통양식의 유형을 살펴 볼 수 있는 자료적 가치가 있다.